# قلعه فرخ‌شهر
قلعه خلیل اسفندیاری فرخ‌شهر، مربوط به اواخر دوره قاجار است و در مرکز فرخ‌شهر واقع شده است. مالک آن خلیل اسفندیاری، پدر ثریا اسفندیاری (همسر محمد رضا شاه پهلوی ) است و به نقلی زادگاه ثریا اسفندیاری است. این اثر در تاریخ ۱۱ مرداد ۱۳۸۴ با شمارهٔ ثبت ۱۲۴۱۱ به‌عنوان یکی از آثار ملی ایران به ثبت رسیده است.
این قلعه توسط پیگیری های مردم شهرستان فرخشهر و مسئولان شهر درحال مرمت و بازسازی می باشد .